# Baobab (film)
Pour les articles homonymes, voir Baobab (homonymie).
Série
Même le vent...
(1999) Le Déchaussé
(2003)
Pour plus de détails, voir Fiche technique et Distribution.
Baobab est un film français réalisé par Laurence Attali et sorti en 2000.

## Fiche technique
- Titre : Baobab
- Réalisation : Laurence Attali
- Scénario : Laurence Attali
- Photographie : Jacques Pamart
- Montage : Laurence Attali et Françoise Attali
- Musique : Pape Dieng
- Son : Myriam René
- Société de production : Autoproduction
- Pays de production :  France
- Durée : 25 minutes
- Dates de sortie : 
  - France : novembre 2000 (Festival d'Amiens)
  - Suisse : 8 août 2003[1]

## Distribution
- Moussa Touré
- Oumou Sy
- Madou Diabaté (voix)
- Myriam Eddine Attali (voix)

## Distinctions

### Récompenses
- Mention spéciale du jury au Festival international du film d'Amiens 2000[1]
- Prix du Public – Meilleur court métrage français au Festival international de films de femmes de Créteil 2001[2]

### Sélections
- Festival BFI du film de Londres 2000
- Festival international du film de São Paulo 2000[3]
- Festival international du film francophone de Namur 2000
- Festival international du film de Locarno 2003